# لينغتشي

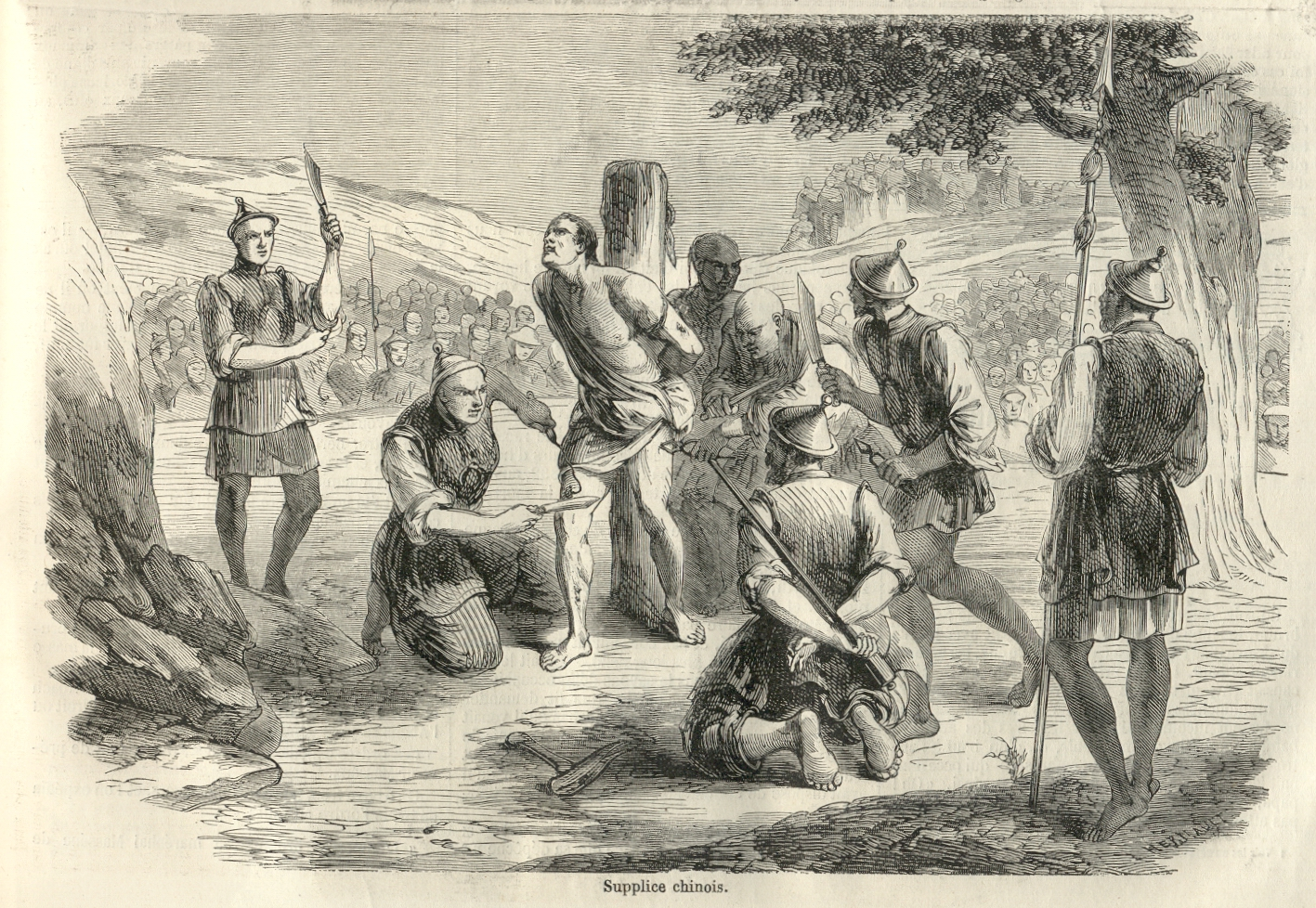
رسم توضيحي عام 1858 من صحيفة لوموند الفرنسية ، للإعدام بالموت البطيئ للمبشر الفرنسي أوغست شاديلين في الصين.

لينغتشي (الصينية المبسطة: 凌|迟، الصينية التقليدية: 凌|遲، البينيين: líng|chí) وبالترجمة الحرفية الموت البطيء ؛ أو الموت بألف جرح أو التقطيع البطيئ. هو شكل من أشكال التعذيب والإعدام المستخدم في الصين منذ حوالي 900 م وتوقف استخدامه في أوائل القرن العشرين. كما استخدم في فيتنام وكوريا. في هذا الشكل من أشكال الإعدام، تستخدم السكين بشكل منهجي لتقطيع أجزاء من الجسم على مدى فترة زمنية طويلة ، مما أدى في النهاية إلى الوفاة.
استخدم اللينغتشي للجرائم التي يُنظر إليها على أنها شائنة بشكل خاص مثل الخيانة. حتى بعد أن تم حظر هذه الممارسة لا يزال المفهوم نفسه مستخدم عبر العديد من أنواع وسائل الإعلام.

## النشاة
كانت تستخدم في أيام الإمبراطورية الصينية في الفترة بين القرن العاشر إلى عند إلغاءها سنة 1905 على الخونة والمتمردين على الحاكم ليكونوا عبرة لغيرهم ؛ ولكنها ألغيت قبل 44 عاماً من قيام الجمهورية الشعبية في الصين.